# Choi Ji-hee
Choi Ji-hee (Seul, 10 febbraio 1995) è una tennista sudcoreana.

## Carriera
Vincitrice di due titoli nel singolare e diciassette titoli nel doppio nel circuito ITF, il 6 giugno 2016 ha raggiunto la sua migliore posizione nel singolare WTA piazzandosi 339º. Il 15 luglio 2019 ha raggiunto il miglior piazzamento mondiale nel doppio alla posizione nº111.

## Statistiche WTA

### Doppio

#### Vittorie (1)
| Legenda               | Legenda      |
| --------------------- | ------------ |
| Grande Slam (0)       |              |
| Ori Olimpici (0)      |              |
| WTA Finals (0)        |              |
| WTA Elite Trophy (0)  |              |
| Dal 2009 al 2020      | Dal 2021     |
| Premier Mandatory (0) | WTA 1000 (0) |
| Premier 5 (0)         | WTA 1000 (0) |
| Premier (0)           | WTA 500 (0)  |
| International (1)     | WTA 250 (0)  |

| N. | Data              | Torneo                  | Superficie | Compagna   | Avversarie in finale        | Punteggio |
| 1. | 23 settembre 2018 | Hansol Korea Open, Seul | Cemento    | Han Na-lae | Hsieh Shu-ying Hsieh Su-wei | 6-3, 6-2  |

## Circuito WTA 125

### Doppio

#### Vittorie (1)
| N. | Data             | Torneo                     | Superficie  | Compagna   | Avversarie in finale                      | Punteggio |
| 1. | 26 dicembre 2021 | Hana Bank Korea Open, Seul | Cemento (i) | Han Na-lae | Valentini Grammatikopoulou Réka Luca Jani | 6-4, 6-4  |